# Approccio dei beni pubblici

## Introduzione
La globalizzazione, unita all'innovazione tecnologica, ha da tempo attenuato la tradizionale rigidità dei confini tra nazioni, che limitava profondamente le possibilità di cooperazione, ed ha permesso un approfondimento delle interazioni tra paesi, anche alla luce delle nuove sfide che la nascita di un'economia globale ha portato con sé (Sandler, 2005).
Per affrontarle, gli Stati si sono trovati a dover interagire reciprocamente: da una parte, quando sono chiamati a coordinare le rispettive politiche economiche e sociali, nella consapevolezza che le iniziative unilaterali potrebbero avere ripercussioni sul benessere di altri paesi; dall'altro lato, quando il raggiungimento di taluni obiettivi richiede, implicitamente, un intervento coordinato (Canitano e Triulzi, 2006).
L'approccio dei beni pubblici analizza la cooperazione internazionale ed, in particolare, tutti quegli obiettivi talmente ambiziosi che nessuno Stato può essere ritenuto in grado di raggiungere attraverso la propria azione individuale. La collaborazione, oltrepassando lo stato-nazione, si rende necessaria per poter controllare il crescente numero di beni pubblici globali (Global Public Goods) nati, anche, dal processo di globalizzazione in atto. Tuttavia, non sempre gli Stati decidono di cooperare per raggiungere un determinato risultato; esiste un sistema d'incentivi, alla base del comportamento collaborativo, che favoriscono o inibiscono la cooperazione internazionale.
Può accadere, pertanto, che prevalga l'adozione di politiche nazionalistiche, intenzionali e non, che hanno un rilevante impatto sul benessere dell'intera comunità internazionale e conducono a risultati inefficienti dal punto di vista collettivo. Tutti i fenomeni d'interdipendenza mondiale possono essere interpretati attraverso la teoria dell'azione collettiva. Tale teoria interpreta il sistema di relazioni internazionali come una collettività di unità geopolitiche interdipendenti, che interagiscono strategicamente creando esternalità reciproche e producendo, volontariamente o meno, beni (o mali) pubblici i cui benefici (costi) hanno rilevanza internazionale (Kindleberger, 1986).

## Caratteristiche dei beni pubblici
I beni (o mali) pubblici si caratterizzano per due elementi fondamentali: la non escludibilità dei benefici e la non rivalità del consumo. Tali caratteristiche generano una produzione sub-ottimale, poiché nessun agente economico razionale è disposto a produrre o scambiare le proprie risorse per ricevere dei benefici, quando potrebbe ottenerli comunque adottando un comportamento opportunistico (free riding). È inevitabile, quindi, una maggiore cooperazione o perfino la centralizzazione delle decisioni di produzione e allocazione di tali beni poiché, in assenza di coordinamento, la quantità aggregata fornita volontariamente tenderebbe ad essere inferiore al livello socialmente desiderabile.
La possibilità di esclusione è un elemento determinante per la produzione di beni pubblici. Se la fruizione di un determinato bene può essere impedita, è possibile che si generino degli incentivi simili a quelli di mercato, che garantiscano un'allocazione efficiente (club goods, beni privati). Più un bene è escludibile, più facilmente i consumatori saranno disposti a pagare per ottenerlo, internalizzando le esternalità ed evitando il fallimento del mercato.
Evento opposto si ha nel caso di beni non escludibili ma parzialmente o totalmente rivali. In tal caso, il bene può essere liberamente consumato da tutti, ma la risorsa tende ad essere sfruttata eccessivamente e si genera un'esternalità negativa sul benessere sociale in termini di “congestione”, ovvero di minore quantità disponibile del bene per il resto della collettività. Si tratta della cosiddetta tragedia dei beni comuni, che vale, anche, per le cosiddette “risorse parzialmente rinnovabili”, come le foreste, la fauna ittica o i bacini idrici.
Vi è un consenso crescente riguardo all'importanza dell'approccio dei beni pubblici nel disegno delle politiche di sviluppo (Binger, 2003). In primo luogo, la società è oggi maggiormente protesa a porre rimedio a talune delle imperfezioni del mercato attraverso il coordinamento delle politiche economiche e la produzione di altri GPGs. Questo è ancora più rilevante per i paesi in via di sviluppo, dove i fallimenti del mercato sono relativamente più pervasivi. L'approccio dei beni pubblici ha contribuito ad unire insieme sfide e problemi dello sviluppo globale che erano stati, fino ad oggi, trattati separatamente. In secondo luogo, molti problemi relativi alla rimozione della povertà nel mondo possono essere legati alla produzione ed all'allocazione sub-ottimale di beni pubblici: la domanda di tali beni è, implicitamente, una richiesta di rafforzamento qualitativo e quantitativo di sicurezza globale, stabilità finanziaria, tutela internazionale dell'ambiente, ricerca sanitaria (Kaul et al., 2003).
Uno dei motivi per cui la globalizzazione è spesso criticata è da ricercarsi proprio nella mancata fornitura di molti GPGs: l'internazionalizzazione delle attività economiche ha creato profondi divari, che hanno un impatto negativo sull'economia e sul progresso sociale e generano, il più delle volte, una produzione di beni pubblici inferiore a quanto socialmente desiderabile. Tali divari, o gap, possono essere di tre tipi: giurisdizionali, di partecipazione e d'incentivi.

## Le tecnologie di aggregazione
La tecnologia d'aggregazione indica in che misura gli agenti individuali contribuiscono alla produzione e alla fornitura della quantità totale di bene pubblico disponibile per il consumo (Sandler, 2005; Binger, 2003). Questa proprietà fornisce degli strumenti aggiuntivi per comprendere la conformazione dell'architettura istituzionale alla base della fornitura di beni pubblici.
- Tradizionalmente, il primo aggregatore preso in considerazione è la somma; per la quale il livello totale di bene pubblico disponibile eguaglia la somma semplice dei contributi degli agenti. L'elemento distintivo è, quindi, che il contributo di ciascuno è un sostituto perfetto del contributo altrui. In queste circostanze è complesso raggiungere una produzione volontaria ottimale e si impone la necessità di una produzione centralizzata. Formalmente si esprime come:

Q = Σ qi
dove Q rappresenta la quantità totale del bene pubblico e qi è il contributo del paese i-esimo che partecipa alla produzione del bene.
- Una forma meno estrema di disincentivi, si verifica quando il livello totale di bene pubblico è uguale alla somma ponderata dei contributi individuali, che in questo caso non sono più perfetti sostituti gli uni degli altri. All'aumentare dell'eterogeneità tra gli agenti, una parziale redistribuzione delle risorse, in favore di quei membri che producono una maggiore quantità di benefici pubblici, ha il desiderabile effetto di favorire una maggiore produzione aggregata. La somma ponderata si esprime come:

Qi = Σ αi qi
dove qi rappresenta la produzione del paese i e αi la porzione del bene pubblico prodotto. Questa tecnologia di aggregazione si adatta in particolare ai beni pubblici regionali (RPGs), che incidono solo per pochi Stati in una regione definita (Anand, 2002).
- La tecnologia weakest link sta ad indicare quella situazione in cui è il contributo più modesto a determinare la quantità aggregata di bene pubblico disponibile per il consumo. I costi di un fallimento dell'azione collettiva sono particolarmente severi, e ciò stimola la cooperazione volontaria ed il trasferimento di risorse dai paesi più ricchi ai paesi il cui contributo è più basso. Tuttavia, anche in questo caso è auspicabile un intervento centralizzato per individuare quegli agenti il cui contributo è più modesto e a cui trasferire le risorse. La tecnologia weakest link è data da:

Q = min{ q1,……, qn}
dove qi rappresenta il contributo dell paese i alla quantità aggregata di bene pubblico. 
- Quando è il contributo più elevato a determinare la quantità aggregata di bene collettivo, la tecnologia di aggregazione è detta best shot. Tale tecnologia si esprime come:

Q = max{ q1,……, qn}
dove qi rappresenta il contributo dell'agente i al bene pubblico fornito. Quando la tecnologia è del tipo best shot, una redistribuzione delle risorse all'interno del gruppo è tanto più efficiente quanto più garantisce la concentrazione delle risorse sull'agente con maggiori probabilità di fornire il bene pubblico.

## Fonti
- Anand P., Financing the Provision of Global Public Goods, Discussion Paper No. 2002/110, WIDER, 2002.
- Binger A., Global Public Goods and potential mechanisms for financing availability, Committee for Development Policy, University of the West Indies, Jamaica, 2003.
- Canitano G., Triulzi U., La Teoria Positiva della Politica Economica Internazionale, in U. Triulzi e P. Montalbano, La Politica Economica nel Contesto Internazionale, Volume 1, UTET, 2006.
- Kaul I., Conceiçao P., Le Goulven K. E Mendoza R., Why do Public Goods matter today?, in Providing Global Public Goods: managing globalization, Oxford University Press, New York, 2003.
- Kindleberger C. International Public Goods Without International Government, in The American Economic Review, 76, 1, 1986.
- Sandler T., Regional Public Goods and International Organizations, School of International Relations, Los Angeles, 2005.